# Marchémoret
Marchémoret és un municipi francès, situat al departament de Sena i Marne i a la regió de Illa de França. L'any 2007 tenia 554 habitants.
Forma part del cantó de Mitry-Mory, del districte de Meaux i de la Comunitat d'aglomeració Roissy Pays de France.

## Demografia

### Població
El 2007 la població de fet de Marchémoret era de 554 persones. Hi havia 185 famílies, de les quals 24 eren unipersonals (5 homes vivint sols i 19 dones vivint soles), 49 parelles sense fills, 97 parelles amb fills i 15 famílies monoparentals amb fills.
La població ha evolucionat segons el següent gràfic:
Habitants censats

### Habitatges
El 2007 hi havia 204 habitatges, 184 eren l'habitatge principal de la família, 7 eren segones residències i 13 estaven desocupats. 172 eren cases i 32 eren apartaments. Dels 184 habitatges principals, 139 estaven ocupats pels seus propietaris, 43 estaven llogats i ocupats pels llogaters i 2 estaven cedits a títol gratuït; 1 tenia una cambra, 16 en tenien dues, 16 en tenien tres, 46 en tenien quatre i 105 en tenien cinc o més. 153 habitatges disposaven pel capbaix d'una plaça de pàrquing. A 69 habitatges hi havia un automòbil i a 108 n'hi havia dos o més.

### Piràmide de població
La piràmide de població per edats i sexe el 2009 era:
| Homes | Edats   | Dones |
| ----- | ------- | ----- |
| 0     | 95 o +  | 0     |
| 0     | 90 a 94 | 0     |
| 0     | 85 a 89 | 0     |
| 0     | 80 a 84 | 0     |
| 8     | 75 a 79 | 8     |
| 0     | 70 a 74 | 0     |
| 0     | 65 a 69 | 0     |
| 4     | 60 a 64 | 4     |
| 4     | 55 a 59 | 4     |
| 28    | 50 a 54 | 20    |
| 8     | 45 a 49 | 12    |
| 16    | 40 a 44 | 12    |
| 12    | 35 a 39 | 12    |
| 16    | 30 a 34 | 12    |
| 20    | 25 a 29 | 20    |
| 12    | 20 a 24 | 0     |
| 16    | 15 a 19 | 4     |
| 12    | 10 a 14 | 8     |
| 20    | 5 a 9   | 4     |
| 12    | 0 a 4   | 8     |

## Economia
El 2007 la població en edat de treballar era de 382 persones, 304 eren actives i 78 eren inactives. De les 304 persones actives 274 estaven ocupades (146 homes i 128 dones) i 31 estaven aturades (16 homes i 15 dones). De les 78 persones inactives 18 estaven jubilades, 33 estaven estudiant i 27 estaven classificades com a «altres inactius».

### Ingressos
El 2009 a Marchémoret hi havia 177 unitats fiscals que integraven 517 persones, la mediana anual d'ingressos fiscals per persona era de 22.079 €.

### Activitats econòmiques
Dels 9 establiments que hi havia el 2007, 2 eren d'empreses de construcció, 3 d'empreses de comerç i reparació d'automòbils, 1 d'una empresa d'informació i comunicació, 1 d'una empresa immobiliària i 2 d'empreses de serveis.
Dels 2 establiments de servei als particulars que hi havia el 2009, 1 era una fusteria i 1 electricista.
L'únic establiment comercial que hi havia el 2009 era una floristeria.

## Equipaments sanitaris i escolars
El 2009 hi havia una escola elemental.

## Poblacions més properes
El següent diagrama mostra les poblacions més properes.